# Karl Schweri
Karl Schweri (* 31. März 1917 in Koblenz AG; † 29. Mai 2001 in Zürich; heimatberechtigt in Koblenz) war ein Schweizer Detailhandelsunternehmer. Er war der langjährige Inhaber von Denner.

## Leben

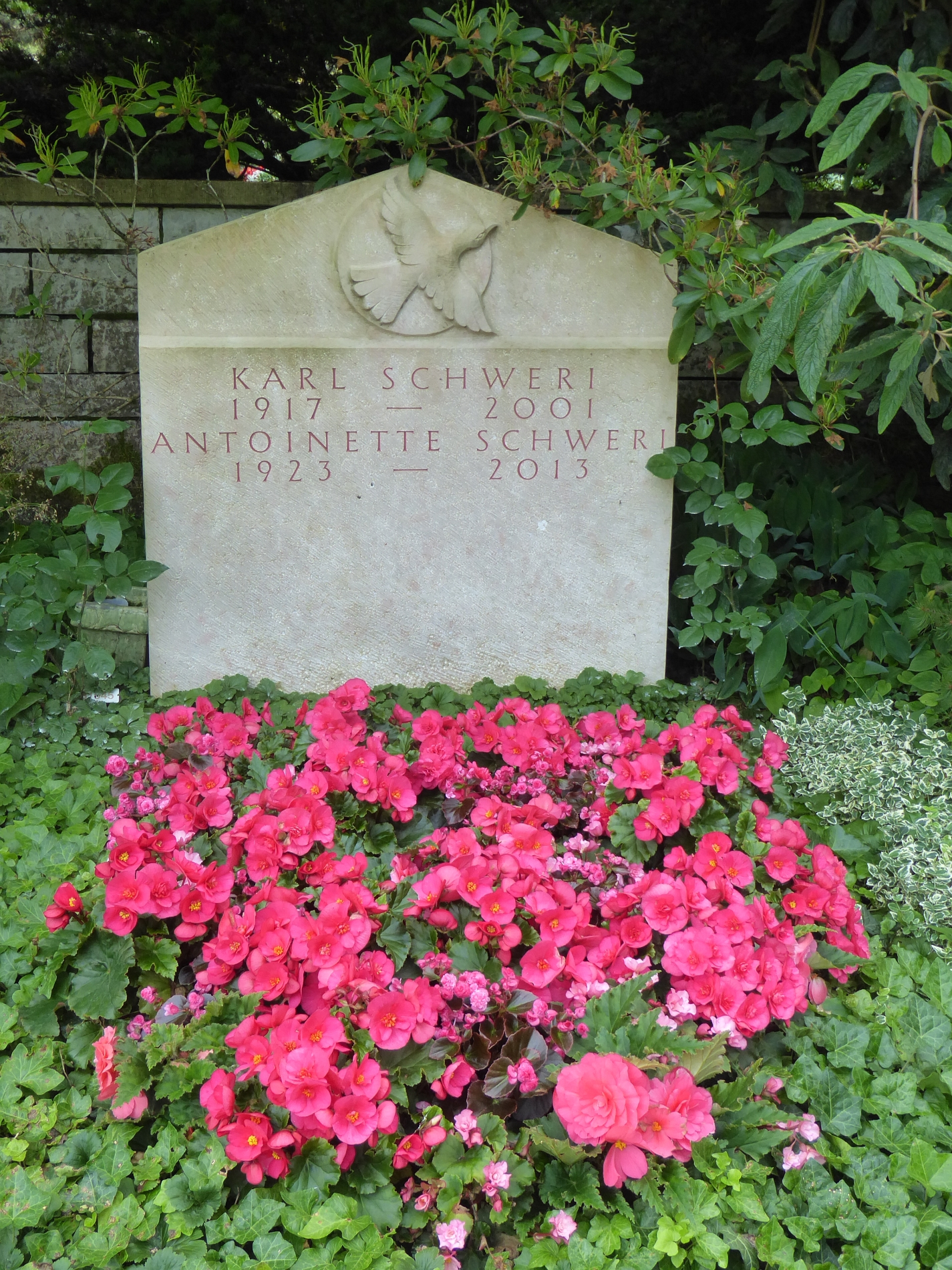
Grab auf dem Friedhof Witikon

Als Bauernsohn im aargauischen Koblenz aufgewachsen, studierte Schweri Rechtswissenschaft an der Universität Zürich. An einer Miliartuberkulose erkrankt, kam er ins Sanatorium auf der Schatzalp; dort genas er mit Hilfe eines von ihm selbst aus den USA importierten Medikamentes. Nach seiner Entlassung erwarb er die Schweizer Lizenz für Perlon, die er nach drei Jahren mit Gewinn weiterverkaufte.
1951 übernahm Schweri die Aktienmehrheit bei der Import- und Grosshandels AG (IGA); diese AG hatte 1946 die Consumgesellschaft Denner übernommen. Er machte Denner zum ersten und führenden Discounter in der Schweiz; 1967 eröffnete er in Zürich den ersten Lebensmittel-Discountladen der Schweiz.
Schweri kämpfte besonders mit zahlreichen Inserate-Kampagnen für seine Ziele. Zwischen 1968 und 2001 lancierte er sechs Volksinitiativen gegen Preiskartelle und Monopole, die alle entweder verworfen oder zurückgezogen wurden. Dagegen hatte er mit vier Referenden Erfolg.
1987 wurde die Karl-Schweri-Familienstiftung gegründet, die seinen Konzern zusammenhält.
Ende 2000 übergab Karl Schweri die Leitung des Gesamtkonzerns seinem damals 29-jährigen Enkel Philippe Gaydoul.
Schweri war mit Antoinette Schweri-Conrad (1923–2013) verheiratet, mit ihr hatte er vier Kinder, darunter Denise Gaydoul, die Mutter von Philippe.
Seine letzte Ruhestätte fand er mit seiner Frau auf dem Friedhof Witikon in Zürich. 

## Auszeichnungen
- 1999: Großes Goldenes Ehrenzeichen für Verdienste um die Republik Österreich[2]